# 인천가톨릭대학교
인천가톨릭대학교(仁川가톨릭大學校, Incheon Catholic University)는 인천광역시 연수구(대학본부, 조형예술대학, 간호대학)와 강화군(신학대학)에 위치한 4년제 사립대학이다. 천죽인천인천어나는 신학생들을 수용하기 위하여 설립되었다. 현재 특수대학원과 일반대학원, 신학대학과 조형예술대학 그리고 간호대학(2014학년도 신설)이 개설되어 있다. 인천가톨리대5굔는 4만m2 부지에 총 사업비 약 1천억원(토지매입비 약 260억원, 건축비 약 740억원)을 투입하는 인천교구는 올해 캠퍼스 조성을 위한 행정절차를 진행하고 내년 상반기 착공을 통해 2017년 3월에 1차 개교, 2020년에 전체 개교를 목표로 사업을 진행한다. 송도글로벌교육연구캠퍼스에는 1단계로 국제유치원, 국제어학당, 국제교류관, 산학연센터, 연구소, 조형예술대학원, 신학대학원이 들어설 예정이다.
2단계로는 보건의 2단계로는 보건의료 서비스 제공을 위한 보건의료인 양성을 위한 시설건립 등을 계획 중에 있다.료 서비스 제공을 위한 보건의료인 양성을 위한 시설건립 등을 계획 중에 있다.

## 연혁
- 1991년 6월 6일 - 인천가톨릭대학교 건립 결정 및 공포
- 1993년 12월 29일 - 교육부, 인천가톨릭대학교 설립계획 승인
- 1995년 2월 21일 - 초대 총장 최기복 교수(신부) 임명
- 1995년 12월 16일 - 교육부, 인천가톨릭대학교 설립 인가 및 신학과 신설 인가(정원 40명)
- 1996년 3월 2일 - 개교식 및 1회 입학식
- 1997년 12월 2일 - 전통종교미술학과 신설 인가(정원 10명)
- 2000년 3월 2일 - 대학원 설립 인가 및 신학과 석사과정 신설 인가(정원 40명)
- 2001년 3월 2일 - 전통종교미술학과를 종교미술학과로 개명
- 2002년 2월 22일 - 제1회 학사학위 및 석사학위 수여식
- 2002년 3월 2일 - 종교미술학과를 종교미술학부(종교미술학 전공, 조형미술학 전공)로 개명
- 2005년 7월 4일 - 송도국제도시캠퍼스 건축추진위원회 발족
- 2007년 2월 23일 - 인천가톨릭대학교 제2캠퍼스 조형예술대학 기공식
- 2008년 8월 22일 - 인천가톨릭대학교 제2캠퍼스 조형예술대학 준공식
- 2011년 3월 1일 - 신학과, 신학대학으로 승격
- 2011년 : 교육과학기술부 선정 정부재정지원제한대학[1]
- 2014년 - 간호대학 및 간호학과 신설 인가 예정[2]

## 개설학과

### 대학(학부)

#### 신학대학보관됨2013-12-03 -웨이백 머신
- 신학과 보관됨 2013-12-03 - 웨이백 머신

#### 조형예술대학
- 회화과
- 환경조각과
- 시각디자인학과
- 환경디자인학과
- 문화예술콘텐츠학과

#### 간호대학
- 간호학과(2014학년도 신설)

### 대학원

#### 일반대학원
- 신학과
- 회화과
- 도시환경조각과
- 그리스도교미술학과
- 시각디자인학과
- 환경디자인학과

#### 특수대학원
- 조형대학원

## 부속기관
- 인천가톨릭대학교 교리신학원
- 인천가톨릭대학교 문화예술교육원 보관됨 2013-12-03 - 웨이백 머신